# Domus Eirene
La Domus Eirene, traducido como «Casa de Irene» (en búlgaro: Резиденция Ейрене), es una antigua casa o domus romana de peristilo con magníficos mosaicos ubicada en la antigua Filipópolis, la moderna Plovdiv, en Bulgaria, construida en el siglo III cuando era capital de la provincia romana de Tracia. Se denomina así por la diosa griega Irene representada en su mosaico central.
Fue construida probablemente tras la destrucción de Filipópolis por los godos en 250, durante la crisis del siglo III del Imperio romano. La zona excavada del complejo residencial cubre 668 metros cuadrados, de los cuales 160 metros cuadrados son mosaicos policromados. El yacimiento arqueológico se encuentra en el túnel arqueológico bajo el Bulevar del Zar Boris III, donde se situaba también una vía romana pavimentada.

## La residencia y los mosaicos

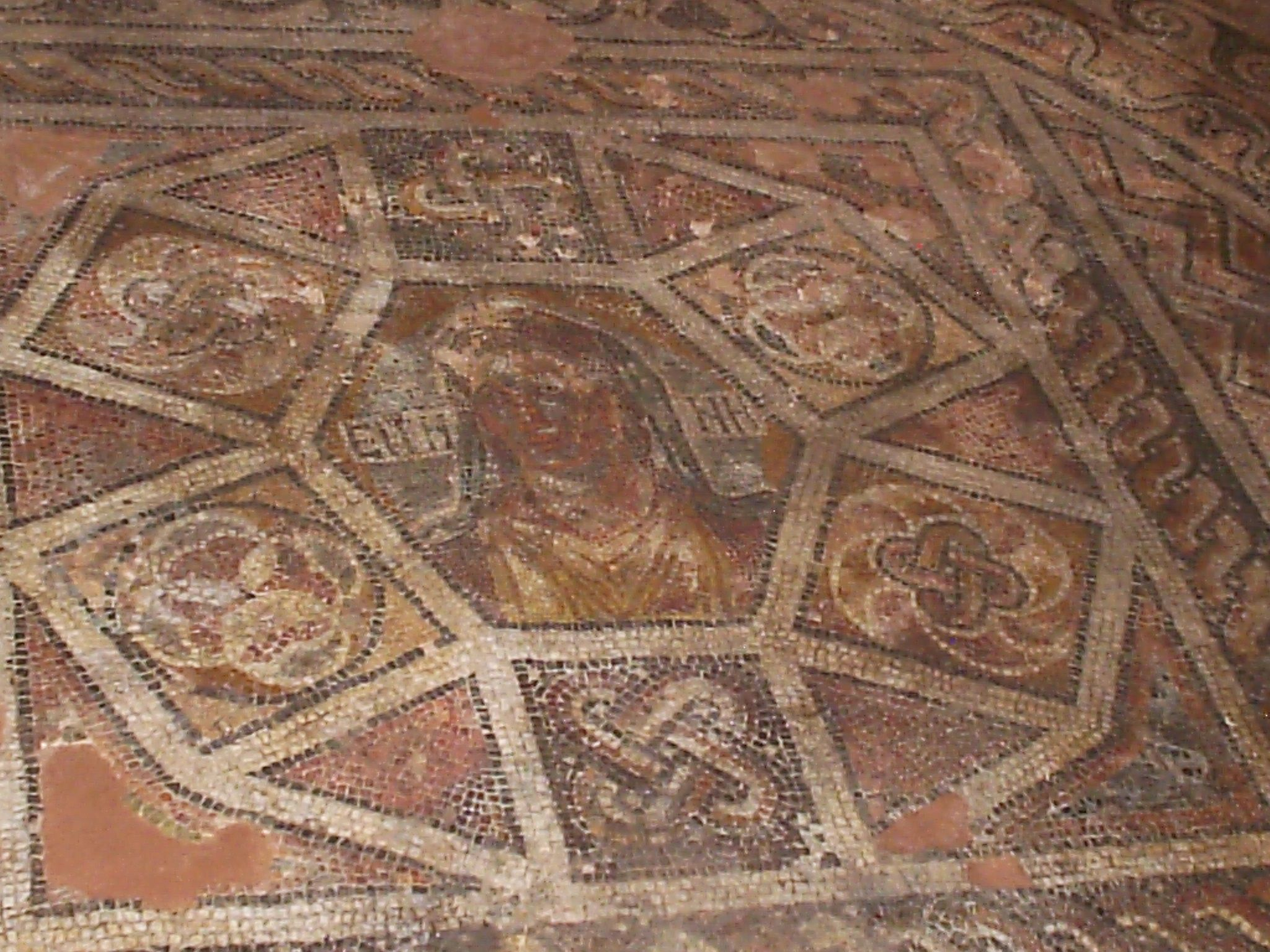
Retrato de la diosa Irene con la inscripción EIRHNH.

La vivienda de peristilo fue probablemente construida a mediados del siglo III tras la destrucción de Filipópolis por la invasión de los godos en el año 250. Los edificios ocupaban una ínsula completa, una manzana ocupada por cuatro calles, y fue construida sobre las ruinas de otras viviendas anteriores que fueron destruidas durante la invasión goda. La domus también sufrió grandes daños tras la invasión de los hunos de Atila en 441-442, aunque posteriormente fue restaurado y ampliada. Entre los siglos IV y V, el pavimento fue decorado con coloridos mosaicos con formas geométricas, infinita simbología de nudos, flores e inscripciones acogedoras para los visitantes. La domus fue abandonada a finales del siglo VI, tal y como ocurrió con otros edificios relevantes de la zona, como la basílica episcopal de Filipópolis.
La zona residencial se encontraba en la parte oriental de la vivienda y estaba rodeada de un peristilo, un patio abierto y porticado, mientras que las habitaciones del servicio se encontraban en la zona meridional. Una zona separada del edificio tenía acceso directo desde la calle cercana para los sirvientes. El mosaico de mayor relevancia se encuentra en el centro de la habitación residencial, un retrato de la diosa griega Irene realizado en opus vermiculatum con pequeñas teselas. Una pileta de mármol octogonal ubicada en el centro de la estancia se utilizaba como fuente. Con posterioridad, se construyó un ábside cerca de este espacio central.

## Excavación
La casa y la cercana calle antigua fueron descubiertas en 1983-1984 durante la construcción del túnel que cruza el Bulevar del Zar Boris III en Plovdiv. Poco después el edificio fue catalogado como valor cultural de importancia nacional. Los restos de la casa y los mosaicos fueron restaurados y el espacio se abrió al público en 2003 como parte del complejo cultural TrakArt.